# Pacha Man
Pacha Man, pe numele său real Călin Nicorici (n. 18 mai 1975 în Timișoara, România) este un cântăreț român de muzică hip-hop și reggae.

## Biografie
Pacha Man s-a născut în 1975 în Timișoara, orașul unde și-a petrecut copilăria. Tatăl său a emigrat în Canada în 1980, țară în care avea să emigreze și el, la începutul anului 1990, la vârsta de 14 ani. Acesta a locuit atât în Canada, cât și în Statele Unite. În perioada adolescenței, acesta a comis mai multe furturi, iar în 1992 a fost arestat pentru jaf armat și încarcerat într-un penitenciar din Montréal, fiind eliberat după 3 ani și jumătate. În închisoare, acesta a făcut cunoștință pentru prima dată cu muzica și a început să scrie primele versuri.
În 1997, se întoarce în România și începe să cânte într-un club din Timișoara, unde avea să stârnească atenția și interesul publicului, datorită stilului său inovator. Ulterior, a adoptat numele de scenă „Pacha Man”, la recomandarea unuia din prietenii săi, DJ Angelo. 
În anul 1998, Pacha Man a lansat primul său album, intitulat „Globul de Cristal”. Ulterior, în anul 2000, a colaborat cu B.U.G. Mafia pentru albumul Întotdeauna pentru totdeauna, iar în 2002 a semnat cu casa de discuri Rebel Music. Un an mai târziu, avea să lanseze cel de-al doilea album, intitulat „Drumul către Rastafari”, considerat unul din cele mai bune albume reggae lansate în Romania. În anul 2004, a părăsit casa de discuri Rebel Music și a semnat cu Nova Music, în cadrul căreia a lansat, în 2006, cel de-al treilea album: „Contra Curentului”. Ulterior, Pacha Man a semnat, pentru puțin timp, cu casa de discuri Chill Brothers Music, iar apoi cu HaHaHa Production.
A fost nominalizat la Romanian Music Awards 2011 pentru melodia „Love Is For Free”, interpretată în colaborare cu Smiley.
Pacha Man a mai colaborat cu: BUG Mafia, Cheloo, Raku, Animal X, Ruby, Ștefan Bănică Jr., Adda, Corina, Vizi Imre, Brighi și Alex Velea.
Pacha Man a luat parte, ca și concurent, la emisiunea culinară Master Chef, Proba „Celebrități”, unde a ajuns până în finală, pe locul II.

## Viața personală
Pacha Man are trei copii, rezultați din trei relații diferite: Carlos (n. 1996), care locuiește în Canada, Pablo (n. 2003), care locuiește în Timișoara, respectiv Sean (n. 2022).

## Discografie
- Globul De Cristal (1998)
- Drumul Către Rastafari (2003)
- Contra Curentului (2006)
- Dragoste Sau Frică (Love or Fear) (2011) – cu Haarp Cord
- Imoral (2019)
- Gurile Rele (2020)

### Cântece promovate
- Corina feat. Pacha Man & Marius Moga - Noi Doi
- Smiley feat. Pacha Man - Love is For Free (2010)
- Același sânge
- Îmi aduc aminte
- Alex Velea feat. Pacha Man - Aia e
- Ștefan Bănică junior feat. Pacha Man - Alerg printre stele[9]
- Cabron feat. Pacha Man & Jazzy Jo - Arată-le la toți (2012)
- Corina feat. Pacha Man - Pernele moi (2013)
- Vizi feat. Pacha Man - Jamai tare vara (2015)
- Rastafari
- Andra feat. Pacha Man - Mi-ai Luat Mințile (2017)
- Sean Norvis feat. Alexandra Mitroi & Pacha Man - Bad Girls (2018)
- Cristi Minculescu feat. Valter & Boro cu Pacha Man - Unde inima mea bate (2019)

## Legături externe
- Pacha Man la Discogs